# Єлизавета Саксонська (1552—1590)
Єлизавета Саксонська (нім. Elisabeth von Sachsen; 18 жовтня 1552 — 2 квітня 1590) — саксонська принцеса з Альбертинської лінії Веттінів, донька курфюрста Саксонії Августа та данської принцеси Анни, дружина пфальцграфа Лаутерну Йоганна Казимира. У жовтні 1589 року була ув'язнена чоловіком після звинувачення у подружній невірності й невдовзі померла.
Сучасні монархи Великої Британії, Іспанії, Бельгії, Нідерландів, Люксембургу, Данії, Швеції та Норвегії є її прямими нащадками.

## Біографія
Народилась 18 жовтня 1552 року у замку Фолькенштайн у Рудних горах. Була третьою дитиною та другою донькою в родині спадкоємного принца Саксонії Августа та його першої дружини Анни Данської. Мала старшу сестру Елеонору, яка за півроку пішла з життя. У липні 1553 року батько став правлячим курфюрстом Саксонії. Сімейство після цього поповнилося дванадцятьма молодшими дітьми, з яких дорослого віку досягли син Крістіан і доньки Доротея й Анна.

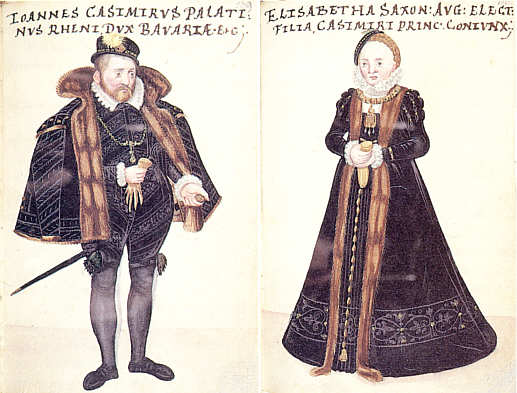
Йоганн Казимир та Єлизавета

У 17 років була видана заміж за 27-річного пфальцграфа Лаутерну Йоганна Казимира. Весілля відбулося 4 червня 1570 року у Гайдельберзі, у той час як у Шпаєрі йшли імперські збори.
Пропозиція була зроблена батьком нареченого, курфюрстом Пфальцу Фрідріхом III у 1568 році. Батько Єлизавети підтримав цю ідею, сподіваючись залучити Йоганна Казимира, що був кальвіністом, на бік лютеран. Німецькі католики розцінили даний союз як провокацію проти династії Габсбургів та спробу сформувати єдиний протестантський фронт.
Йоганн Казимир перед весіллям погодився, що Єлизавета матиме власного придворного капелана та вільно сповідуватиме лютеранство. Втім, шлюб виявився нещасливим, його політичні цілі не були досягнуті, а конфесіональна суперечка затьмарювала подружнє життя. Матір Єлизавети підбурювала її проти пфальцького оточення, а чоловік з «неблагородною жорстокістю» намагався зламати її релігійний опір, що, зрештою, спричинило чимало релігійних і політичних потрясінь при дворі протягом наступних років. Курфюрст Август відкрито шкодував про сімейний зв'язок з Пфальцом. У подружжя з'явилося шестеро дітей, з яких живими народилися троє доньок.
У 1578 році Єлизавета примирила чоловіка із його старшим братом, курфюрстом Людвігом VI, який також сповідував лютеранство.
У 1583 році Йоганн Казимир став регентом Курпфальцу за малолітства свого небожа Фрідріха IV, захопивши владу одноосібно, а не ставши одним із чотирьох співрегентів, як передбачалося. Єлизавета марно виступала проти другої кальвінізації країни і виховання в даній конфесії юного правителя, що суперечило останній волі його батька. Їй вдалося зберегти лише частковий вплив на сестру Фрідріха, Крістіну.

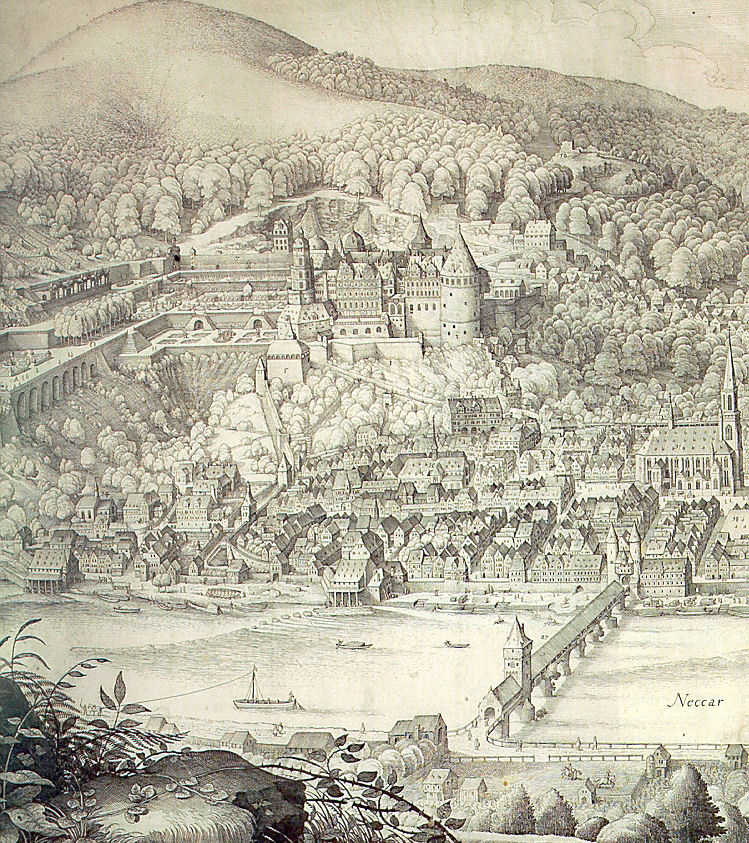
Гайдельберзький замок

У середині 1580-х батьки Єлизавети померли, а Йоганн Казимир залучив на свій бік її брата Крістіана, що став курфюрстом. За деякими даними, перебуваючи у повній ізоляції, пфальцграфиня захопилася поляком Станіславом Любовецьким і навіть підбурювала його до вбивства свого чоловіка. У жовтні 1589 року вона була заарештована і звинувачена у подружній зраді та змові з метою вбивства Йоганна Казимира.
На початку листопада 1589 року була ув'язнена у Гайдельберзькому замку, де провела решту життя в оточенні кальвіністських богословів, чиїм наполяганням і погрозам, ймовірно, зрештою піддалася. Ректор Гайдельберзького університету, Даніель Тоссан, стверджував, що вона померла переконаною кальвіністкою. Не виключено було отруєння пфальцграфині, аби дати можливість Йоганну Казимиру одружитися з Катериною де Бурбон, сестрою короля Франції Генріха IV.
Померла Єлизавета у Гайдельберзі 2 квітня 1590 року. Була похована у місцевій Церкві Святого Духа.

## Родина
Чоловік — Йоганн Казимир, пфальцграф Лаутерну
Діти:
- Марія (1576—1577) — прожила 7 місяців;
- Єлизавета (1578—1580) — прожила 2 роки;
- Доротея (1581—1631) — дружина князя Ангальт-Дессау Йоганна Георга I, мала одинадцятеро дітей.